# Pierre Mouchenik
 (avril 2016).
Pierre Mouchenik, né à Paris le 16 juillet 1921 et mort à Marseille le 30 octobre 1967, est un résistant français. 
Membre de la Sixième, des EI (Éclaireurs Israélites) il fait partie de l'Armée juive (AJ) et de l'Organisation Juive de Combat (OJC). Pendant l'occupation allemande, sous les fausses identités de Paul Mayol et Letic, il dirige un laboratoire de faux papiers à Nice avec Serge Karvasser. Après-guerre, en rapport étroit avec Abraham Polonski, il participe à l'aventure tragique de l' Exodus et organise le départ clandestin en Palestine de Juifs survivants retenus après guerre dans les camps des personnes déplacées (DP) en Allemagne qui sont en attente plusieurs années d'un pays d'accueil. il crée plusieurs sociétés écrans pour l'achat de bateaux et participe à la formation de marins et de futur combattants dans le sud de la France. Après son départ pour la Palestine en février 1948, il participe au combat dans le Neguev et prend, fin 1949, la direction du Mahal מח"ל pour la démobilisation et l'insertion des combattants volontaires de langue française. Il est particulièrement actif pour les volontaires d'Afrique du Nord qui sont victimes de discriminations. 
De retour en France en 1954, il poursuit une formation d'éducateur spécialisé et crée en 1957 le centre école AGREA pour enfants inadaptés à Saint-Caprais-de-Bordeaux.

## Biographie

### Formation
Pierre Mouchenik intègre le groupe des éclaireurs juifs dès l'adolescence, qui deviendra le réseau de résistance la Sixième pendant l'Occupation allemande. Sa mère tient un petit magasin de chapeaux rue Saint-Placide à Paris. Sa tante Louise, qui refuse de quitter Paris pour garder le magasin, est dénoncée, arrêtée en 1943, déportée par le convoi 57 et assassinée à Auschwitz.

### Seconde Guerre mondiale
Au sein de l'OJC,, Maurice  Loebenberg, crée à Nice en 1943, le laboratoire de faux papiers. Après son départ pour Paris, Pierre Mouchenik,, spécialiste chevronné des faux papiers, prend la tête du laboratoire avec Serge Karwaser, (Lazarus, 1947 ; Brauman, Loinger, Wattemberg, 2002), qui sera amené à déménager quatre fois pour échapper à la Gestapo (Paniccaci, 1983). Le laboratoire fournit des faux papiers à l'Armée juive et à différents réseaux de résistance et de sauvetage tel le réseau Marcel de Moussa Abadi ou au pasteur Marc Boegner. Il leur arrive de travailler jour et nuit (Karvasser (2005).
Ils fabriquent de faux actes de naissance, des certificats de baptêmes, des certificats de travail, dzq certificat de recensement, des photocopies de décret de naturalisation, etc., (Marrot-Fellag Ariouet, 2005) : « En hiver 1943-1944, on travaillait le soir avec une lampe acétylène et le matin dès le lever du jour. (...) C’était Pierrot et moi-même qui faisions au début toute la besogne. (....) Je peux mentionner que le total des cartes d’identité fournies par nous atteignait 20 000 et les autres documents en proportion, dont 12 000 pour les Juifs et le reste pour la Résistance française ».
Pierre Mouchenik accompagne des groupes de jeunes à Toulouse qui sont ensuite convoyés vers l'Espagne (Brauman, Loinger, Wattemberg, 2002). Il participe aux combats pour la libération de Toulouse.

### Après-guerre

#### Les camps
Au lendemain de la Libération, Pierre Mouchenik effectue plusieurs missions, avec un certificat d'accréditation du commissaire de la République de Toulouse et du SERE. Il se rend à Paris. Le colonel Rol-Tanguy lui remet le 22 septembre 1944 un ordre de mission enjoignant « à tous ceux qui possèdent des indications ou des listes de déportés de bien vouloir en remettre un double à M. Mouchenik. Ce travail étant le but de sa mission ». Après la libération de l'est de la France, le 28 février 1945, M. Garnier, directeur des Fichiers et Statistiques, lui remet le même document pour faire ses recherches en Alsace et en Lorraine (fiche CDJC).
Il est mandaté pour se rendre dans deux camps et fait un rapport, daté du 25 janvier 1945, sur le camp de Vorbruck à Schirmeck et du Struthof. Pour convaincre Adolfo Kaminsky de reprendre son activités de faussaire. Pierre Mouchenik l’emmène clandestinement en Allemagne en janvier 1946 afin de lui montrer comment vivent les rescapés de camps (Sels, 2013). Le choc est décisif, Kaminsky accepte de fabriquer de faux visas pour favoriser leur immigration clandestine en Palestine (Kaminski, 2009). Ils développent la quatrième émigration (Alya Daleth)

#### L'Exodus
Dès l'après-guerre, Pierre Mouchenik contribue à l'émigration clandestine. En 1947, Pierre Mouchenik, dirige avec Arthur Epstein un groupe d'une centaine de personnes à Port-de-Bouc en renfort autour de l'Exodus. Malgré la bienveillance du gouvernement français et des efforts conjugués du Mossad et de la Haganah, le navire avec ses milliers de passagers ne pourra pas forcer le passage contre la flotte anglaise. Mais cet événement, qui eut un écho considérable dans l'opinion publique mondiale, contribuera certainement à la création de l’État d'Israël (Vincent, 2009, p. 13, 14, 15).

### Israël
En février 1948, Pierre Mouchenik quitte la France pour la Palestine. Il participe aux combats du Neguev pendant la guerre d'indépendance. D'abord à la tête des Volontaires Francophones pour la guerre d'indépendance au sein de Tsahal, après la dissolution de ce service, il crée en 1950 et devient responsable dans le cadre du Mahal (hébreu מח"ל), du Bureau des Volontaires Francophones de la Guerre d'Indépendance. Il s'occupe des démobilisations et des réinsertions sociales des anciens combattants dont la majorité sont originaires d'Afrique du Nord et sont victimes de discrimination.

### L'enfance inadaptée
En 1954, il rentre En France, poursuit une formation d'éducateur spécialisé. En 1957, il crée et dirige le Centre École AGREA pour enfants inadaptés à Saint-Caprias-de-Bordeaux et en 1965 prend la direction d'un centre pour personnes handicapées mentales à Marseille.
Il décède d'un cancer en 1967 à l'âge de 46 ans.

## Honneurs
- Médaille de la Résistance française par décret du 20 novembre 1946[18].